# Martyn Waghorn
Martyn Waghorn (South Shields, 23 gennaio 1990) è un ex calciatore inglese, di ruolo attaccante.

## Carriera

### Club
Ha giocato nella prima divisione scozzese e nella seconda divisione inglese.

### Nazionale
Ha giocato nelle nazionali giovanili inglesi Under-19 ed Under-21.

## Palmarès

### Club

#### Competizioni nazionali
- Scottish Challenge Cup: 1

Rangers: 2015-2016
- Scottish Championship: 1

Rangers: 2015-2016

### Individuale
- Capocannoniere della Scottish Championship: 1

2015-2016 (20 gol)
- Capocannoniere della Scottish League Cup: 1

2016-2017 (7 reti)